# Juncus sherei
Juncus sherei är en tågväxtart som beskrevs av Miyam. och Hideaki Ohba. Juncus sherei ingår i släktet tåg, och familjen tågväxter. Inga underarter finns listade i Catalogue of Life.